# 1708
1708 هي سنة كبيسة بدأت يوم الأحد حسب التقويم الغريغوري ويوم الخميس حسب التقويم اليولياني الأبطأ بأحد عشر يوما. في التقويم السويدي هي سنة كبيسة بدات يوم الأربعاء، قبل يوم من التقويم اليولياني وبعد عشرة أيام من التقويم الغريغوري.

## مواليد
- فرانسيس الأول
- كيلزانغ غياتسو
- وليام بت الأكبر

## وفيات
- أنطون فان دالي طبيب هولندي
- إيفرت كولير رسام هولندي
- ابن زاكور كاتب مغربي
- توماس بيريرا
- جورج أمير الدنمارك
- جوزيف بيتون دو تورنفور عالم نبات فرنسي
- جول أردوان مانسار
- ديفيد جريجوري
- سيكي تاكاكازو عالم رياضيات ياباني
- غورو جوبيند سينغ
- فرانز مارتينيلي مهندس معماري نمساوي